# Deutsche Botschaft Colombo
Die Deutsche Botschaft Colombo ist die diplomatische Vertretung der Bundesrepublik Deutschland in der Demokratischen Sozialistischen Republik Sri Lanka. Der Leiter der Vertretung ist zugleich als Botschafter in der Republik Malediven akkreditiert.

## Lage und Gebäude
Die Botschaft befindet sich im Zentrum der sri-lankischen Hauptstadt Colombo im Stadtteil Colombo 3, auch bekannt als Kollupitiya. Die Straßenadresse lautet: 40, Alfred House Avenue, Colombo 3, Sri Lanka.
Das 4,5 km entfernt gelegene Außenministerium ist in 10 Minuten zu erreichen. Zum rund 36 km nördlich gelegenen internationalen Flughafen (Bandaranaike International Airport) ist über den mautpflichtigen Colombo–Katunayake Expressway (E03) eine Fahrtzeit von einer Dreiviertelstunde anzusetzen. Vom 5 km nördlich im Zentrum gelegenen Hafen (10 Minuten) gehen Fähren in die indischen Städte Chennai und Mumbai.
1978 wurden auf einem bundeseigenen Grundstück für die Botschaft Neubauten errichtet. Nach Plänen der Architekten Arne Strassberger und Jörg Anders aus Bonn wurde ein Gebäudeensemble erstellt, das im südlichen Teil der Liegenschaft das dreigeschossige Kanzleigebäude, nördlich davon die zweigeschossige Residenz des Botschafters, ferner Dienstwohnungen, Unterkünfte für Servicepersonal und weitere Nebenbauten umfasst. Als Kunst am Bau wurde eine Edelstahlplastik von Günter Ferdinand Ris »Gegenläufige Lichtsäule« und eine zweigeteilte Metallrohrplastik von Wolfgang Klein installiert. In den Jahren 2009/2010 erfolgte der Neubau der Visastelle des Referats für Rechts- und Konsularangelegenheiten der Botschaft, Zugang 43, Temple Lane; Südseite der Liegenschaft.

## Auftrag und Organisation

### Prizipielles
Die Deutsche Botschaft Colombo hat den Auftrag, die deutsch-sri-lankischen Beziehungen zu pflegen, die deutschen Interessen gegenüber der Regierung von Sri Lanka zu vertreten und die Bundesregierung über Entwicklungen in Sri Lanka zu unterrichten. Gleiches gilt für die Malediven.
In der Botschaft werden die Sachgebiete Politik, Wirtschaft, Kultur und Bildung bearbeitet. Das Referat für Rechts- und Konsularangelegenheiten der Botschaft betreut ganz Sri Lanka als konsularischen Amtsbezirk. Es bietet alle Dienstleistungen für im Land ansässige deutsche Staatsangehörige an. Die Visastelle des Referats stellt Visa für sri-lankische Staatsangehörige aus. Für dringende konsularische Notfälle außerhalb der Dienstzeiten besteht eine telefonische Rufbereitschaft.
Grundsätzlich können Rechtsreferendare in der Botschaft ihre Verwaltungs- oder Wahlstation ableisten.
In Malé, Malediven, ist ein Honorarkonsul der Bundesrepublik Deutschland bestellt und ansässig.

### Mediale Wahrnehmung in Deutschland
Im Juli 2001 überfielen tamilische Rebellen den Flughafen von Colombo. Mehrere hundert deutsche Reisende auf den Malediven und in Sri Lanka waren nicht in der Lage, ihre Heimreise anzutreten, da der Flughafen in Colombo geschlossen blieb. Die deutsche Botschaft bot Auskünfte und Hilfeleistung an, wie die Medien berichteten.
Die Tsunami-Katastrophe vom 26. Dezember 2004 betraf auch touristische Zentren an der Küste von Sri Lanka. Der Botschaft Colombo fiel die Aufgabe zu, sich um die betroffenen deutschen Staatsangehörigen zu kümmern. Vier Tage nach der Flutkatastrophe wurde die Rettung deutscher Touristen als abgeschlossen gemeldet. „Jeder ausreisewillige Deutsche ist ausgeflogen worden“, sagte der damalige Leiter der Botschafter, Jürgen Weerth. Nach seinen Angaben waren rund 3000 Deutsche in ihre Heimat gebracht worden. Die deutschen Medien berichteten dieses ausführlich. Aus Deutschland entsandte Hilfsmissionen (zum Beispiel des THW) bestätigten die zentrale, koordinierende Rolle der Botschaft.
Im April 2019 kam es in Colombo zu einer Reihe von Bombenanschlägen auf christliche Einrichtungen. Die Botschaft war laut Medienberichten zentrale Anlaufstelle für eine Vielzahl deutscher Reisender („Die deutsche Botschaft in Colombo riet dringend dazu, öffentliche Orte in Sri Lanka zu vermeiden“; Zeit online).

## Geschichte
Als damaliges Ceylon wurde Sri Lanka am 4. Februar 1948 vom Vereinigten Königreich unabhängig. Die Bundesrepublik Deutschland eröffnete am 9. Dezember 1953 eine Gesandtschaft in Colombo, die am 9. Dezember 1958 in eine Botschaft umgewandelt wurde. Im Jahr 1961 erfolgte ein erster hochrangiger Besuch von Seiten der Bundesregierung, als Bundesminister Hans-Joachim von Merkatz mit einer größeren Delegation des Auswärtigen Amts im Rahmen einer Reise nach Südost- und Südasien auch in Sri Lanka Station machte.
Die DDR unterhielt ab 1961 eine offizielle Handelsmission in Colombo, die 1964 in ein Generalkonsulat umgewandelt wurde. Am 16. Juni 1970 kam es zur Aufnahme diplomatischer Beziehungen mit Austausch von Botschaftern. Die Botschaft der DDR in Colombo wurde 1990 mit Beitritt der DDR zur Bundesrepublik Deutschland geschlossen.